# Luận ngữ

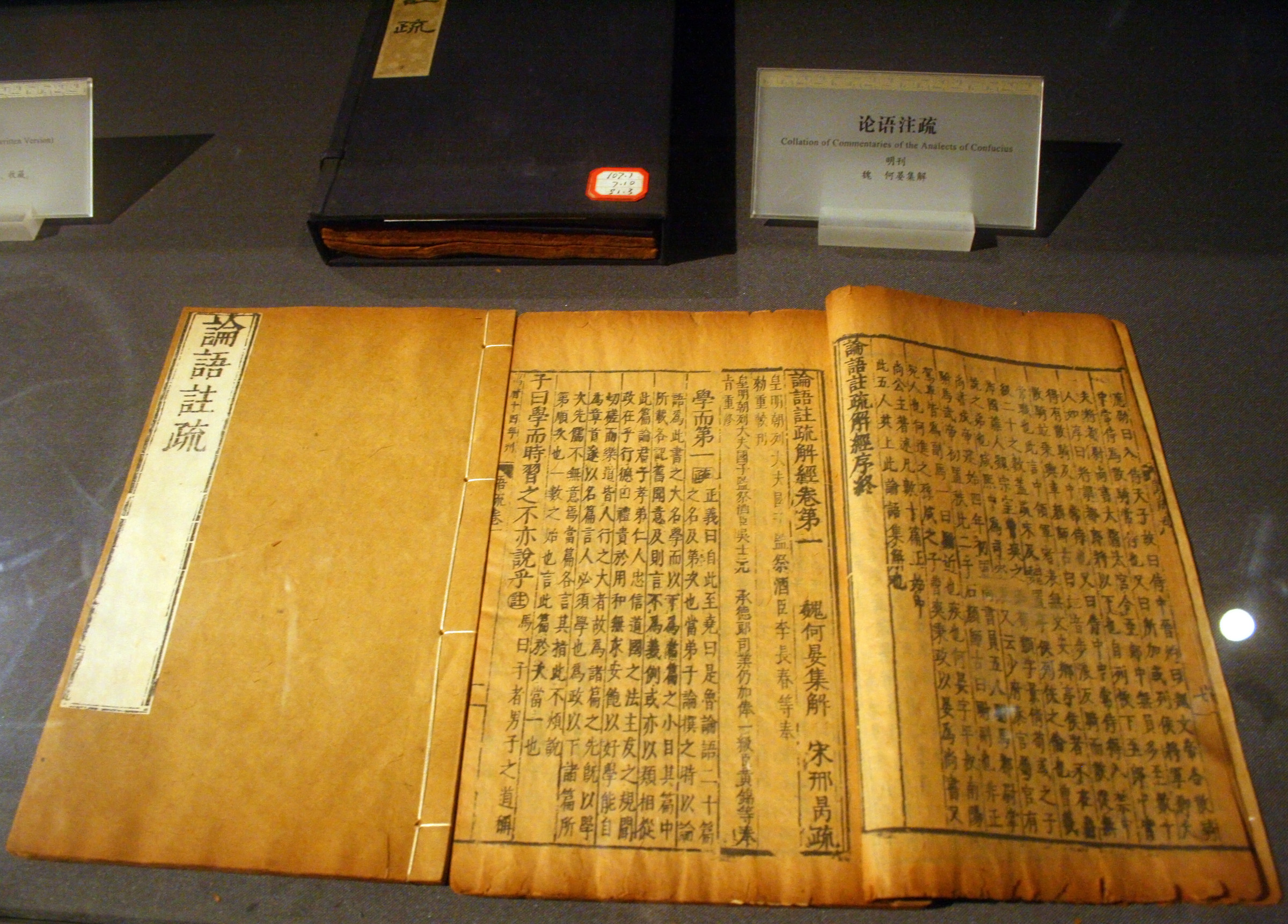
"Luận ngữ chú sơ" của Hình Bính

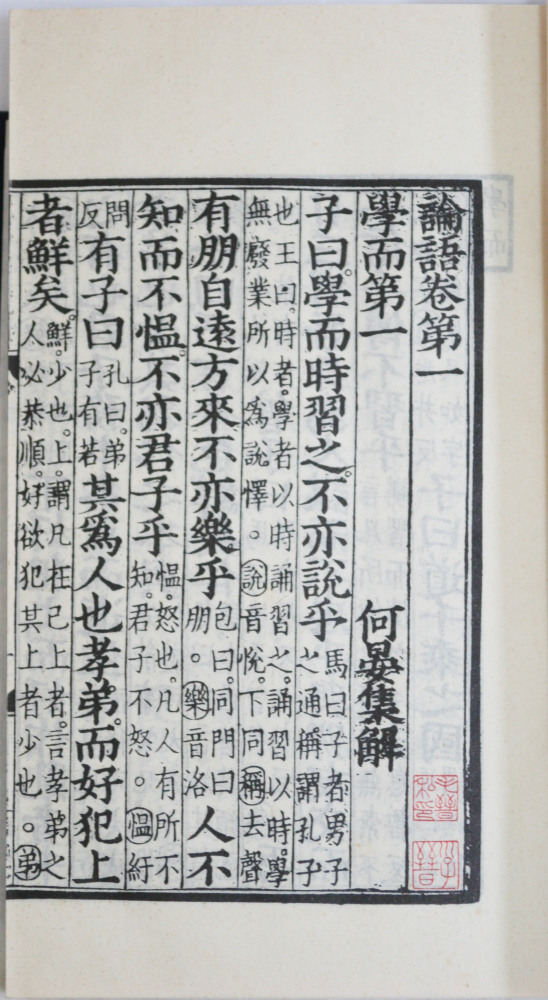
"Luận ngữ tập giải" của Hà Yến

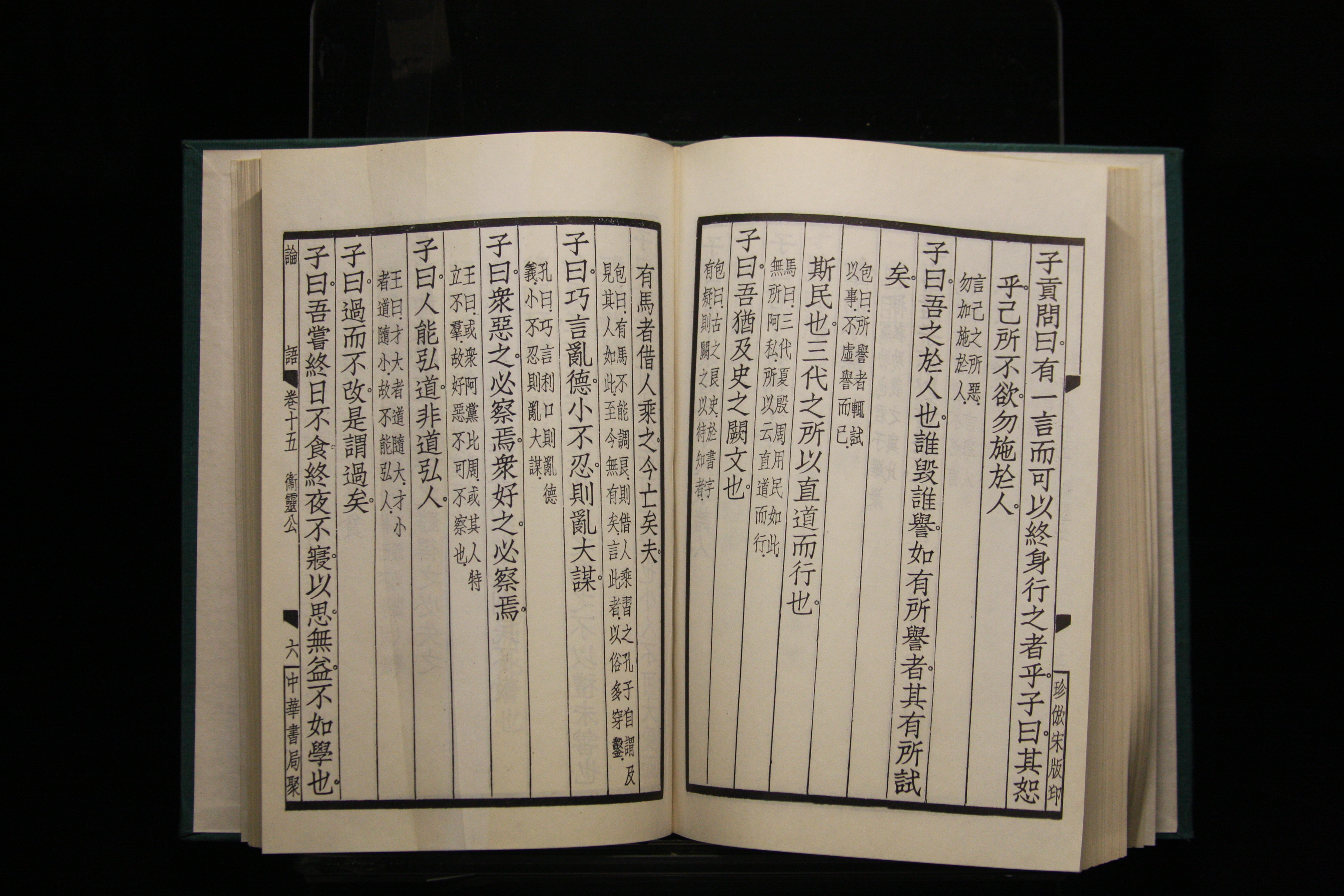

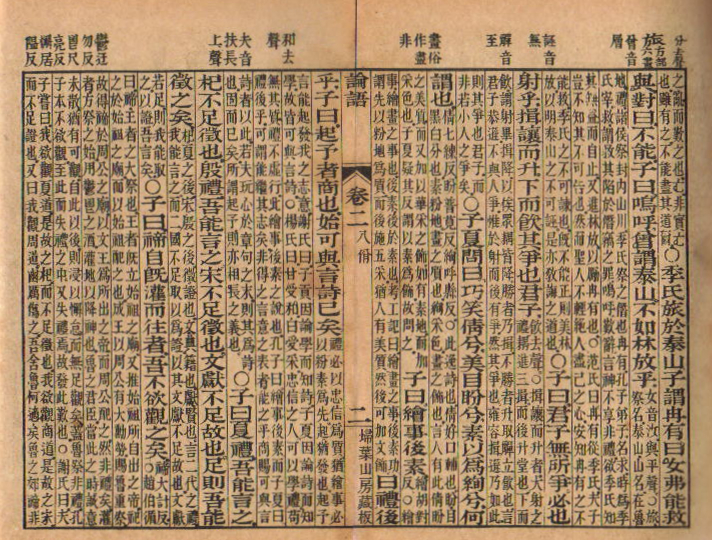

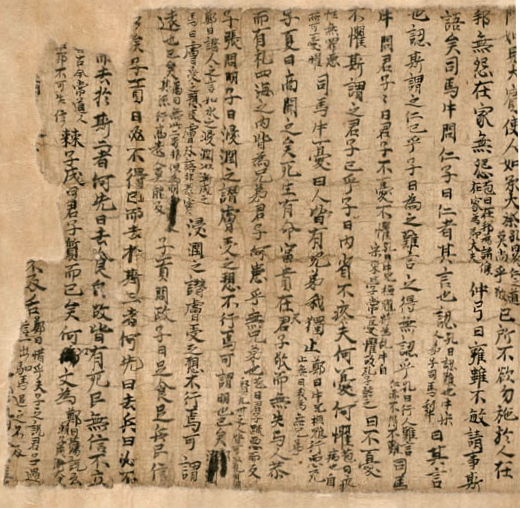
Luận ngữ khai quật được tại Hang Mạc Cao

Luận Ngữ (論語) là một cuốn sách do Khổng Tử (551 TCN - 479 TCN) và những đệ tử của mình biên soạn.
Luận Ngữ là một cuốn trong bốn cuốn sách gọi là Tứ Thư. Ngoài Luận Ngữ, Tứ Thư còn bao gồm Đại Học, Mạnh tử và Trung Dung. Luận Ngữ được viết từ đời Tiền Hán (206 TCN – 220) tới đời Hậu Hán (947-951), và là một chủ đề học vấn chủ yếu trong thi triều đình Trung Hoa Khoa bảng (hay là "Khoa Cử").
Trong Luận Ngữ có bài do môn sinh của Khổng tử chép, như môn sinh nghe giảng điều gì thì chép ngay lại cho khỏi quên, có bài do hạng môn sinh tái truyền (môn sinh của môn sinh chép).
Có thể rằng sau khi Khổng tử mất, các môn sinh thu thập lời dạy của thầy, truyền cho nhau, một số người chép lại dùng để dạy học, khi chết, thì học trò của họ lại cả lời của Khổng tử lẫn lời của họ. Theo Liễu Tôn Nguyên đời Đường thì có lẽ là một học trò của Tăng Sâm là người cuối cùng chép Luận ngữ và xuất hiện sớm cũng vào khoảng bảy tám chục năm sau Khổng tử mất.
Luận ngữ đã được phổ biến từ thời Tiên Tần.
Sách Luận Ngữ gồm 20 thiên, mỗi thiên đều lấy chữ đầu mà đặt tên, và các thiên không có liên hệ với nhau.

## Nội dung
1. Học Nhi
2. Vi Chính
3. Bát Dật
4. Lý Nhân
5. Công Dã Tràng
6. Ung Dã
7. Thuật Nhi
8. Thái Bá
9. Tử Hãn
10. Hương Đảng
11. Tiên Tiến
12. Nhan Uyên
13. Tử Lộ
14. Hiến Vấn
15. Vệ Linh công
16. Quý thị
17. Dương hóa
18. Vi tử
19. Tử Trương
20. Nghiêu viết

## Khái niệm chủ yếu
1. "Tam tư hậu hành" (Ba nghĩ, sau làm) - Sách Luận Ngữ, chương Công Dã (公冶) có viết: Quý Văn Tử tam tư nhi hậu hành. Tử văn chi viết: "Tái, tư khả hĩ!" (季文子三思而後行。子聞之曰「再、斯可矣」), nghĩa là Quý Văn Tử làm việc gì cũng nghĩ đi xét lại ba lần rồi mới làm. Nghe ấy, đức Khổng Tử nói: "Hai lần, ấy đã khá vậy".
2. "Tứ hải huynh đệ" (Bốn biển, anh em) - Sách Luận Ngữ, chương Nhan Uyên (顏淵) có viết: Quân tử kính nhi vô thất, dữ nhân cung nhi hữu lễ; tứ hải chi nội, giai huynh đệ dã (君子敬而無失、與人恭而有禮、四海之內、皆兄弟也), nghĩa là "Quân tử kính mà không để thoát, đối xử người thì khiêm cung mà không vô lễ, trong bốn biển đều là anh em một nhà cả".
3. "Trí giả lạc thủy" (Người khôn thích nước) - Sách Luận Ngữ, chương Ung Dã (雍也) có viết: Trí giả lạc thủy (知者樂水), nghĩa là "Người có nhân ái thì ưa thích và biến báo như nước".
4. "Thiết vấn cận tư" (Hỏi thiết tha, nghĩ về sự gần) - Sách Luận Ngữ, chương Tử Trương (子張) có viết: Thiết vấn nhi cận tư, nhân tại kỳ trung hỹ (切問而近思、仁在其中矣), nghĩa là "Hỏi han thiết tha, suy nghĩ có dính dấp, Đức Nhân nằm ở đó".

## Nhận định
Đọc sách này, người ta hiểu được phẩm chất tư cách và tính tình của Khổng Tử, nhất là về giáo dục, ông tỏ ra là người thấu hiểu tâm lý của từng học trò, khéo đem lời giảng dạy thích hợp với từng trình độ, từng hoàn cảnh của mỗi người. Như có khi cùng một câu hỏi mà ông trả lời cho mỗi người một cách.
Trình Y Xuyên, một nhà Nho đời nhà Tống nói:
"Có người đọc xong Luận Ngữ mà không thấy gì cả, có người đọc xong lại thấy thích thú một vài câu, có người đọc xong thì rất thích thú đến độ múa tay múa chân mà không hay biết. Bởi vậy, khi đọc Luận Ngữ, phải đọc chậm rãi, suy nghĩ tường tận, càng suy nghĩ càng phát hiện được nhiều điều hay."
Trình Y Xuyên lại nói:
"Ai đọc xong Luận Ngữ mà vẫn còn những tính nết như trước khi chưa đọc thì người ấy chưa hiểu được sách Luận Ngữ vậy. Tóm lại sách Luận Ngữ dạy đạo quân tử một cách thực tiễn, miêu tả tính tình đức độ của Khổng Tử để làm mẫu mực cho người đời sau noi theo."